# Зелена Липа
Зеле́на Ли́па — село в Україні, у Клішковецькій громаді Дністровського району Чернівецької області.

## Географія
Наддністрянське село Зелена Липа розташоване на правому березі річки Дністер, на адмінмежі з Тернопільською областю.

### Клімат
Зелена Липа знаходяться в межах вологого континентального клімату із теплим літом.

## Історія
З 24 серпня 1991 року село входить до складу незалежної України.
12 серпня 2015 року шляхом об'єднання сільських рад, село Зелена Липа увійшло до складу Клішковецької сільської громади.

### Археологія
На останці правого берега Дністра, серед високих пагорбів, зарослих лісом, є залишки дерев'яного язичницького храму, розташованого на найвищій частині майданчика (42×14 м). Храм прямокутної форми (5,3×4,2 м) орієнтований за сторонами світу, мав подвійні стіни, складені з колод і обмазані глиною. Поруч розташовані ями з прошарками вугілля в заповненні, у скелі висічено колодязь. За виявленими ознаками, городище вважається сакральним.

## Населення

### Мова
Розподіл населення за рідною мовою за даними перепису 2001 року:
| Мова       | Кількість | Відсоток |
| ---------- | --------- | -------- |
| українська | 417       | 98.58%   |
| російська  | 5         | 1.18%    |
| румунська  | 1         | 0.24%    |
| Усього     | 423       | 100%     |

## Природоохоронні території
На схід від села розташований ландшафтний заказник Гриняцька стінка-2.